# スペースシャトル外部燃料タンク

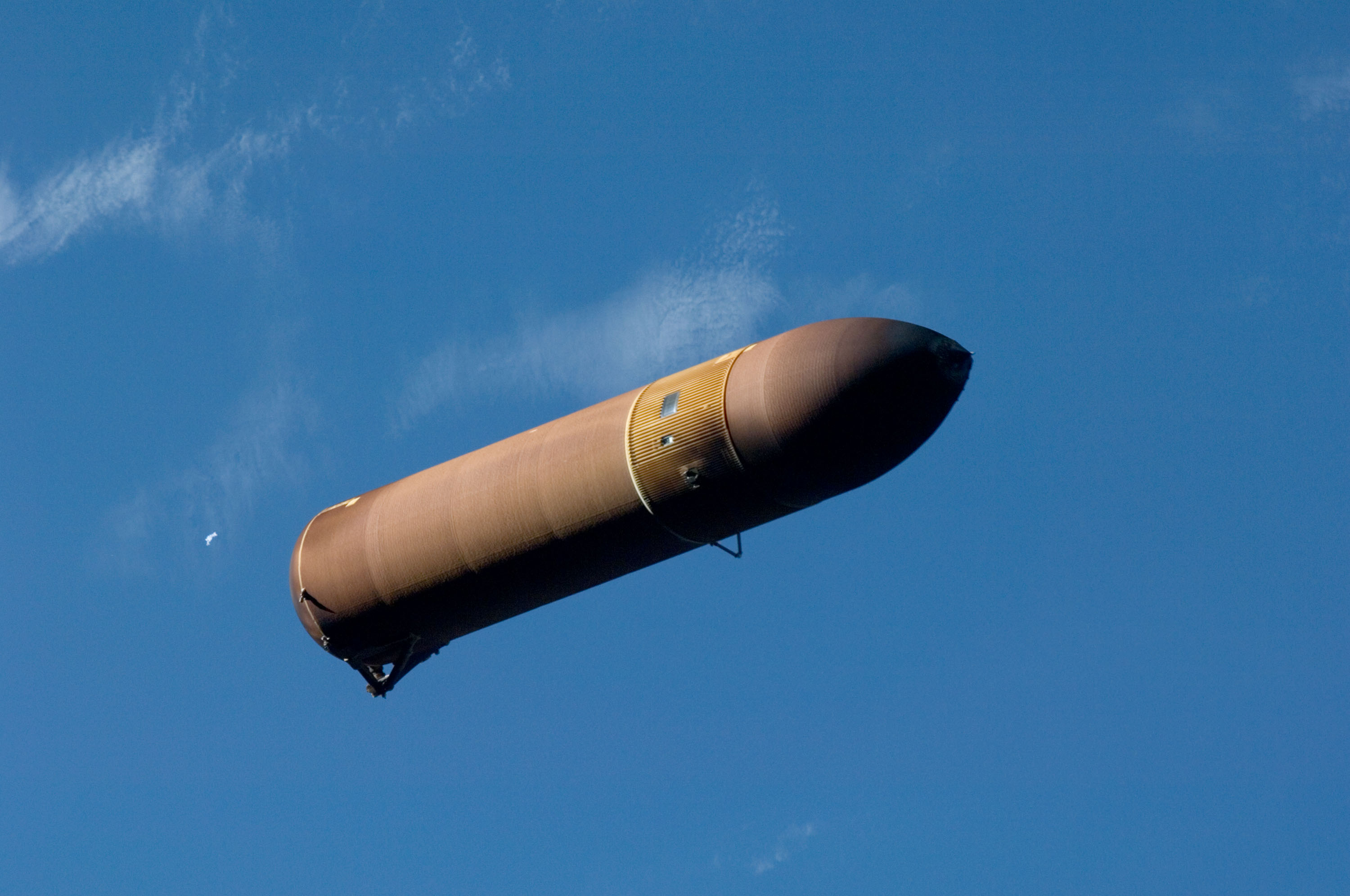
ディスカバリー号(STS-124)で分離された後、軌道を漂う外部燃料タンク

スペースシャトル外部燃料タンク（スペースシャトルがいぶねんりょうタンク、Space Shuttle External Tank, ET）は、アメリカ合衆国の宇宙船スペースシャトルの、燃料の液体水素と酸化剤の液体酸素を搭載する容器である。発射の際には、ここから軌道船の3機のメイン・エンジンに燃料と酸化剤が送られる。外部燃料タンクは発射からちょうど10分後、メイン・エンジンが停止された後に切り離され大気圏に突入し、ほとんどの部分が強烈な空気抵抗と熱によって分解・消滅する。固体燃料補助ロケットとは違い、再使用されることはない。燃え残った部分は、船舶の航路からは離れたインド洋上に落下する（軌道への直接投入が行われた場合は太平洋上になり、こちらの方式も利用可能である）。
外部燃料タンクは飛行のたびに投棄されているが、軌道上で再使用することは可能で、国際宇宙ステーションの居住区や実験区画に改造したり、火星などへの惑星間飛行をする際の宇宙船の燃料タンクとして利用したり、あるいは軌道上で人工衛星を製造する際の資材として活用するなどの案が出されていた。

## 概要

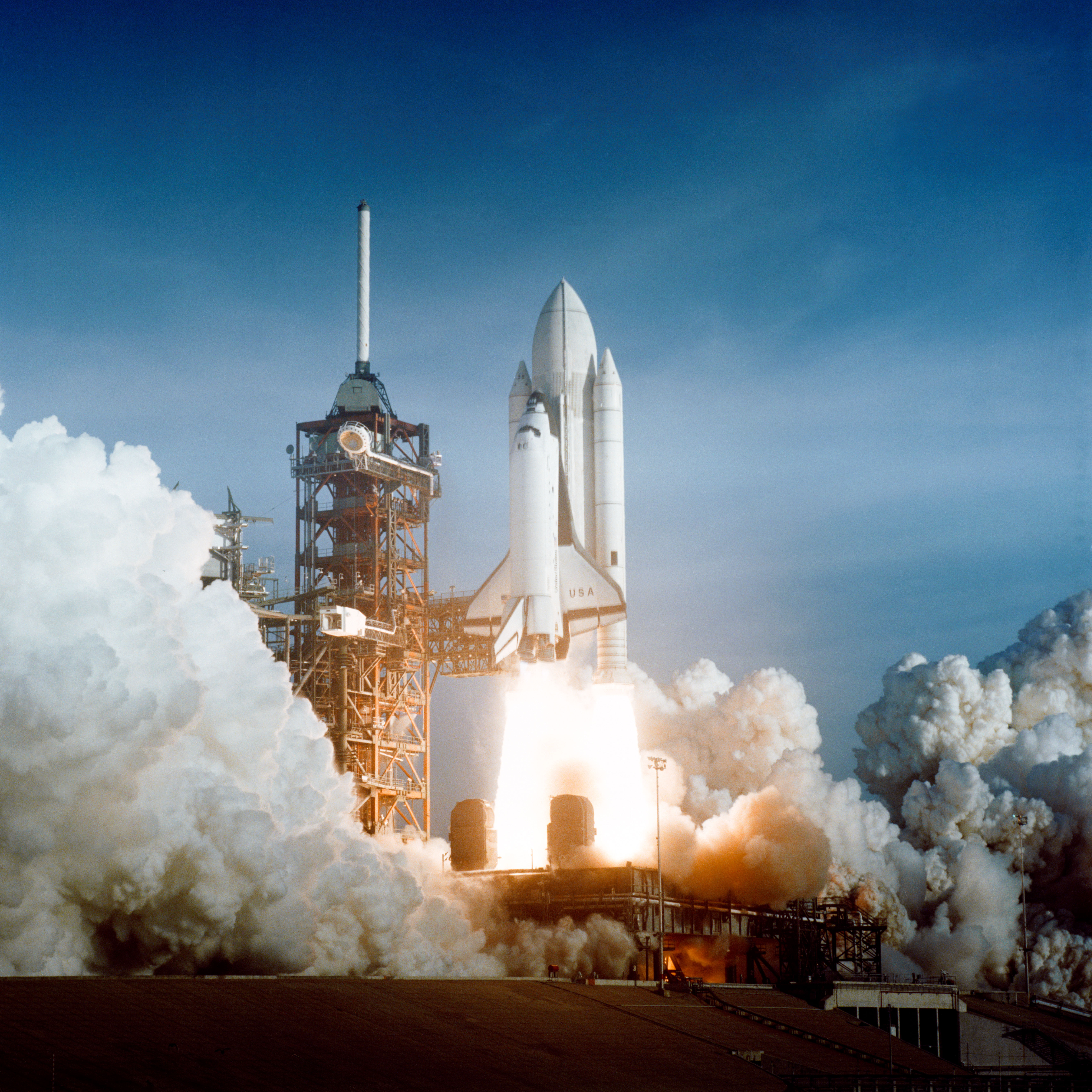
スペースシャトル1号機（STS-1の発射。最初の二回の発射ではETは白色に塗装されていたが、STS-3からは重量削減のためオレンジ色になった。

外部燃料タンク（以下ETと記述）はシャトルを構成するパーツの中では最も大きな部分で、また燃料・酸化剤を搭載した際には最も重くなる部分でもあり、以下の三つの要素から構成されている。
- 前部液体酸素タンク
- 電子機器のほとんどを搭載する、中間部非加圧タンク
- 後部液体水素タンク（ここが最も巨大になる部分だが、水素の比重が軽いため重量はそれほどにはならない。）

ETは発射の際にはシャトルの「背骨」となる部分であり、固体燃料補助ロケット(SRB)や軌道船をここで支えている。SRBとは前部接続点（中間部タンクで交差梁を使用）および後部支持梁で接続し、軌道船とは機首部1箇所および機尾部2箇所の支柱で接続している。また後部支持梁の中には、軌道船との間で燃料・ガス・電気信号および電力をやりとりするコードやパイプが通っている。軌道船とSRBの間で交わされる電気信号を伝えるケーブルも、この中を通っている。

## 外部燃料タンクの進化
何年間にもわたり、NASAは全体効率を高めるためにETの重量削減に取り組んできた。ETの自重を1ポンド減らすごとに、シャトルの搭載能力も約1ポンド向上すると言われている。

### 標準重量タンク
初期型のETは、非公式には標準重量タンク(Standard Weight Tank)として知られている。シャトルの最初の二回の飛行（STS-1およびSTS-2）では、極低温の液体酸素や液体水素が太陽光で暖められて蒸発するのを防ぐため全体が白色に塗られたが、あまり効果がなかった。そのため制作元のロッキード・マーティン社はSTS-3からは塗装を廃止し、オレンジ色の断熱材がむき出しになった。これにより重量はおよそ272kg削減された。
STS-4以降は、煮沸防止管が取り除かれたことによりさらに数百ポンド軽量化された。これは液体酸素の供給管と平行して設置されている循環ラインで、地上での発射準備作業でタンクに液体酸素が注入される際、供給管にたまったガス化した酸素を除去するためのものである。地上での試験や実際の飛行で得られたデータを分析した結果、煮沸防止管は必要ないと判断され、その後の飛行では廃止されることになった。これによりETは全長や直径には変更はなかったものの、STS-7以降では乾燥重量が35,000kgになった。

### 軽量タンク

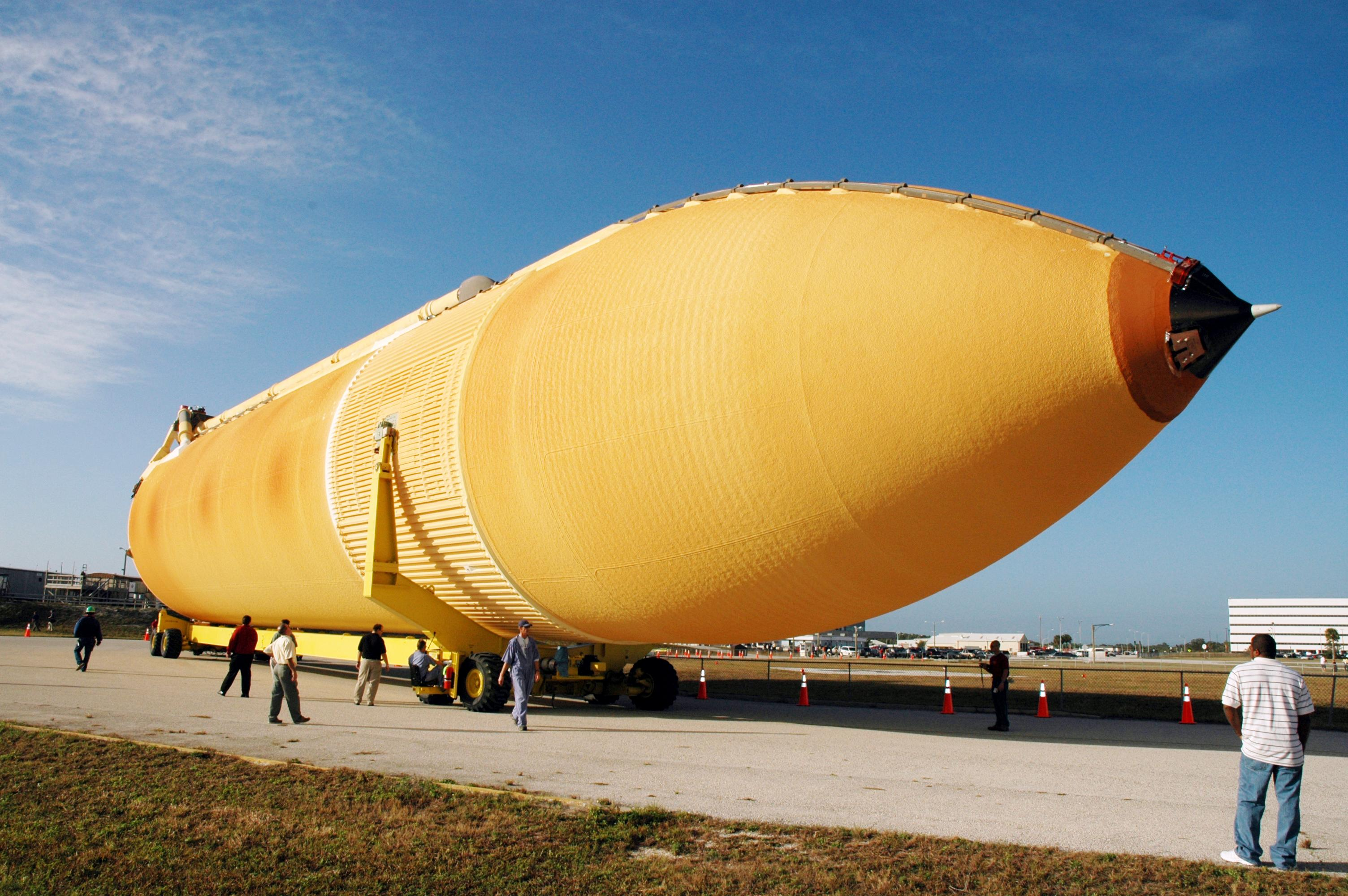
組立棟に向かう外部燃料タンク

STS-6以降、軽量タンク(Lightweight Tank)が導入された。これは空中分解事故を起こしたSTS-107までのすべての飛行で使用されたもので、ミッションによってわずかに差はあるものの、乾燥重量は30,000kgにまで減少した。
標準タンクからの重量の削減は、支持桁（タンク内を縦に走る構造桁）や横方向に支える支持リングの数を減らすなど、液体水素タンクの骨組みのほとんどを改良したことによって達成された。また重要な部分は厚みを減らすために切削（大きな金属の固まりを削りだして部品を作ること）で加工し、SRBとの後部接続部にはより軽量で強度の高いチタン合金を使用するなどの工夫がなされた。

### 超軽量タンク

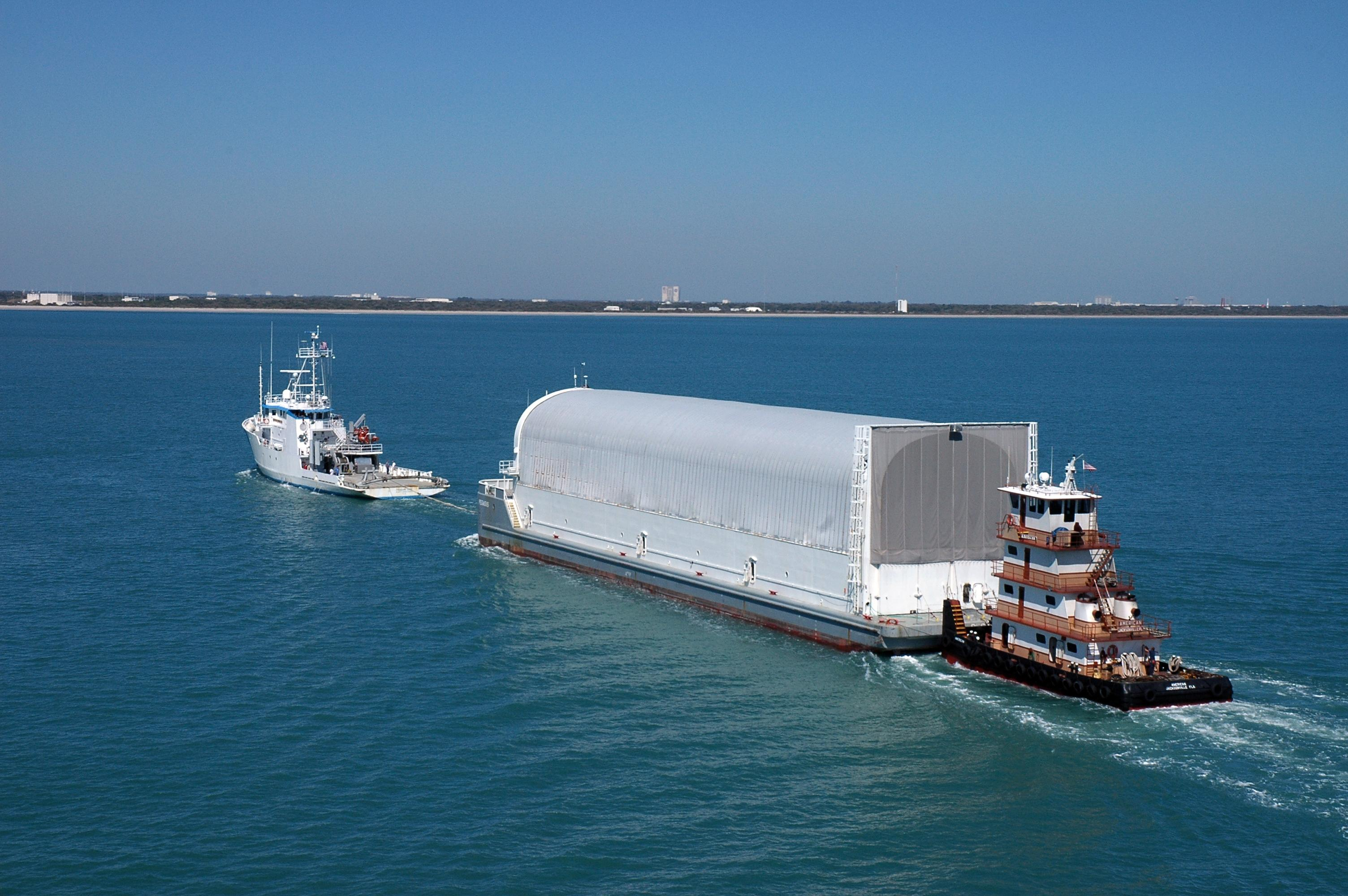
外部燃料タンクを乗せてカナベラル港に向かう運搬船

超軽量タンク(Super Lightweight Tank, SLWT)は1998年のSTS-91で導入され、STS-99とSTS-107を除くすべての飛行で使用された。SLWTは基本設計は軽量タンクと同じだが、構造の大部分にアルミニウム/リチウム合金(Al 2195)を使用している。これにより軽量タンクに比べて重量を3,175kgと大幅に削減することに成功したが、製造費は500万ドル、制作期間は4箇月も増加してしまった。にもかかわらず、現在ではすべての飛行にSLWTが使用されている。なお軽量タンクは現在1機だけ在庫に残っており、要請があればいつでも使用できる状態になっている。SLWTを導入したことにより、シャトルが国際宇宙ステーションに参加するために要求された15,000lb(約6,800kg)の性能向上のうちおよそ50%が達成されたと言われている。

### 技術的データ
超軽量タンク諸元
- 全長：46.9m
- 直径：8.4m
- 空虚重量：26,500kg
- 満載時重量：760,000kg

液体酸素タンク諸元
- 全長：16.6m
- 直径：8.4m
- 容積（22psig時）：553,358リットル
- 液体酸素重量（22psig時）：629,340kg
- 操作時圧力：20–22psi（140–150 kPa）

タンク間構造体諸元
- 全長：6.9m
- 直径：8.4m

液体水素タンク諸元
- 全長：29.6m
- 直径：8.4m
- 容積（29.3psig時）：1,497,440リットル
- 液体水素重量（29.3psig時）：106,261kg
- 操作時圧力：32–34psi（約220～230kPa）
- 操作時温度：-252.8℃

## 主契約企業
ET製造の主契約企業は、ルイジアナ州ニューオリンズのロッキード・マーティン社（前マーティン・マリエッタ社）である。製造はニューオリンズのミシュー組立施設（Michoud Assembly Facility）で行われ、ケネディ宇宙センターにははしけで搬送される。

## 構成

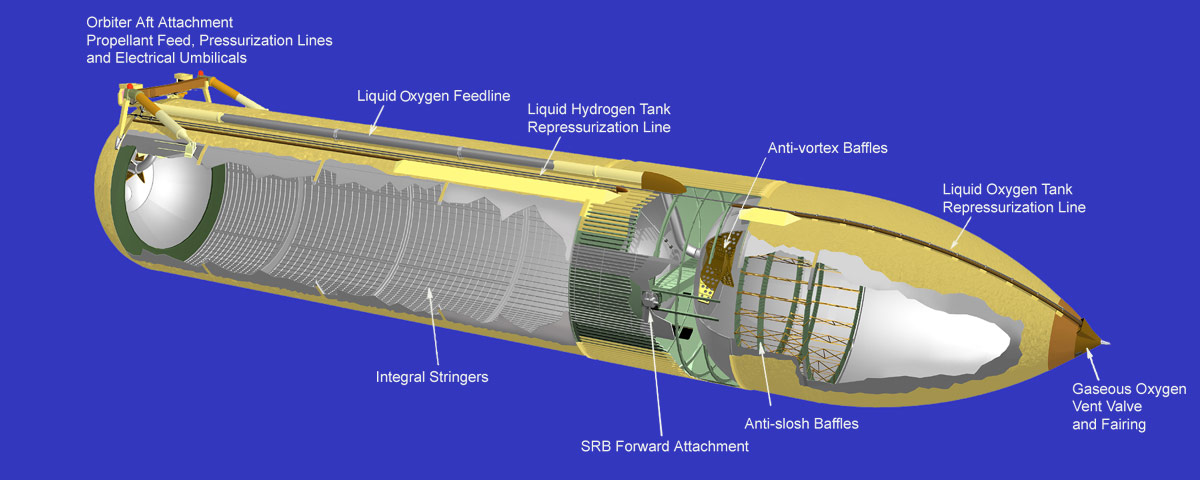
外部燃料タンク解剖図

ETは液体酸素タンク、タンク間構造体、液体水素タンクの三つの大きな部分から構成されている。それぞれのタンクはアルミニウム合金の外殻を、必要箇所を支持枠で支えることによって作られている。タンク間構造体は支持枠の替わりに、表面を桁構造にすることで代用している。主に使用されているのはアルミニウムの2195合金と2090合金である。AL2195は、極低温保存のためにロッキード・マーティンとレイノルズ社が共同開発したアルミニウム/リチウム合金である。またAL2090は、アルミニウム/リチウム合金を商用に開発したものである。

### 液体酸素タンク
液体酸素タンクは前方部に配置されており、空気抵抗および空力熱力学的な温度の上昇を防ぐために先端が尖った形状をしている。先端部には取り外し可能な平坦なカバーとノーズ・コーンがかぶせられている。ノーズ・コーンは燃料や電子機器を空気力学的抵抗から保護するための取り外し可能な円錐形の部品で、頂点には避雷針が取りつけられている。タンクの容積は、圧力22psig（約250kPa）、温度-182.8℃（絶対温度90.4K）時で559.1m3である。
タンク底部には排出口があり、そこから直径430mmの供給管がメイン・エンジン(SSME)までつながっている。供給管はタンク間構造体の部分で機外に出て、そこから外壁に沿って軌道船との右側接続部分の中を通る。液酸の供給量は、SSMEが104%の最大出力で稼働している時点で毎秒1,264kgで、最大流量は毎秒1.1099m3である。
空気抵抗を除く液体酸素タンクのすべての負荷は、フランジ加工をされたタンク間構造体に伝えられる。
タンク内にはまた、液体の動揺および渦の発生を抑えるための抑流板が設置されている。渦流抑制板（Anti-vortex Baffles。右上図参照）は供給管を覆うように十字型に設置されていて、液体酸素の中に渦で気泡が生じることのないようにしている。

### タンク間構造体
タンク間構造体(intertank)は、液体酸素タンクと液体水素タンクを構造的に結合する部分である。その主要な機能は固体燃料補助ロケット(SRB)から推力を受け取り、二つのタンクに配分することである。
SRBとの前部接続部は、タンク間構造体上に180°の角度を置いて二箇所設置されている。タンク間構造体を通して梁が渡されていて、接続部に機械的に締めつけられている。SRBが燃焼している間はその応力で梁が歪み、負荷が接続部に伝えられる。
SRB接続部には、輪状の主桁が隣接している。接続部で受け取った負荷は主桁に伝えられ、更にそこから接線方向の力がタンク間構造体外壁へと分散される。外壁上には推力パネルと呼ばれる二枚の板があり、SRBから受け取った軸方向への推力を液体酸素・液体水素タンクや隣接するタンク間構造体外板へと伝える。これらの外板は、横梁で補強された6枚のパネルから成り立っている。
タンク間構造体は、制御機器を格納する保護容器としても機能する。

### 液体水素タンク

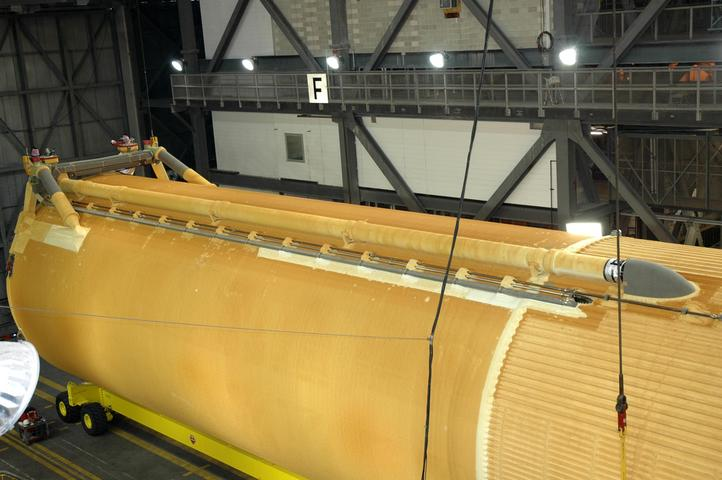
全長21m、直径43.18cmの液体酸素供給管が、タンク間構造体から出て液体水素タンクの右側外壁に沿って走っている。その横に並んでいる二本の管は直径13cmの再圧管で、一本は気化した水素ガスを再び液体水素タンクに送り込み、もう一本は酸素ガスを液体酸素タンクに送り込むものである。これらは上昇中にタンク内の空洞部分の圧力を一定に保つために使用される。

液体水素タンクはETの底部を構成する部分で、前部ドーム・後部ドームおよび四つの円筒によって作られている。円筒部は5本のリング状の桁によって接合されていて、この桁が負荷を分散する。前部ドームとそのすぐ下の円筒部を接続するリング桁は、タンク間構造体から来た力を受け取ると同時に、液体水素タンクとタンク間構造体を接合する役目も持っている。また最後部のリング桁は、メイン・エンジンとSRBが発生した推力を、ETと軌道船およびSRBの後部接続部を通して受け取る。残りの中間の三本のリング桁は、軌道船からの推力および液体酸素供給管の負荷を受け取る。リング枠に伝わってきたすべての負荷は、そこからETの表面に分散される。液体水素タンクの容積は, 1,514.6m3（29.3psig、−252.8 °C時）である。
前方部と後方部のドームは同じ半球形になっている。前部ドームには圧力逃がし弁、加圧器、電力供給線などが搭載されていて、後部ドームには液体水素を供給管のフィルターに送り込むための排出口や、供給管の支持構造などがある。
また液体水素タンク内にも、液体酸素タンクと同じように渦の発生や液体の動揺を抑えるための抑流板が設置されている。渦流抑制板は後部ドームのすぐ上の吸い上げ管のところに設置されている。液体水素は直径450mmの管を通り、左側接続部分を経由してメイン・エンジンに送り込まれる。液体水素の供給量は、SSMEが104%の最大出力で稼働している時点で毎秒211kgで、最大流量は毎秒2.988m3である。

## 熱保護系統

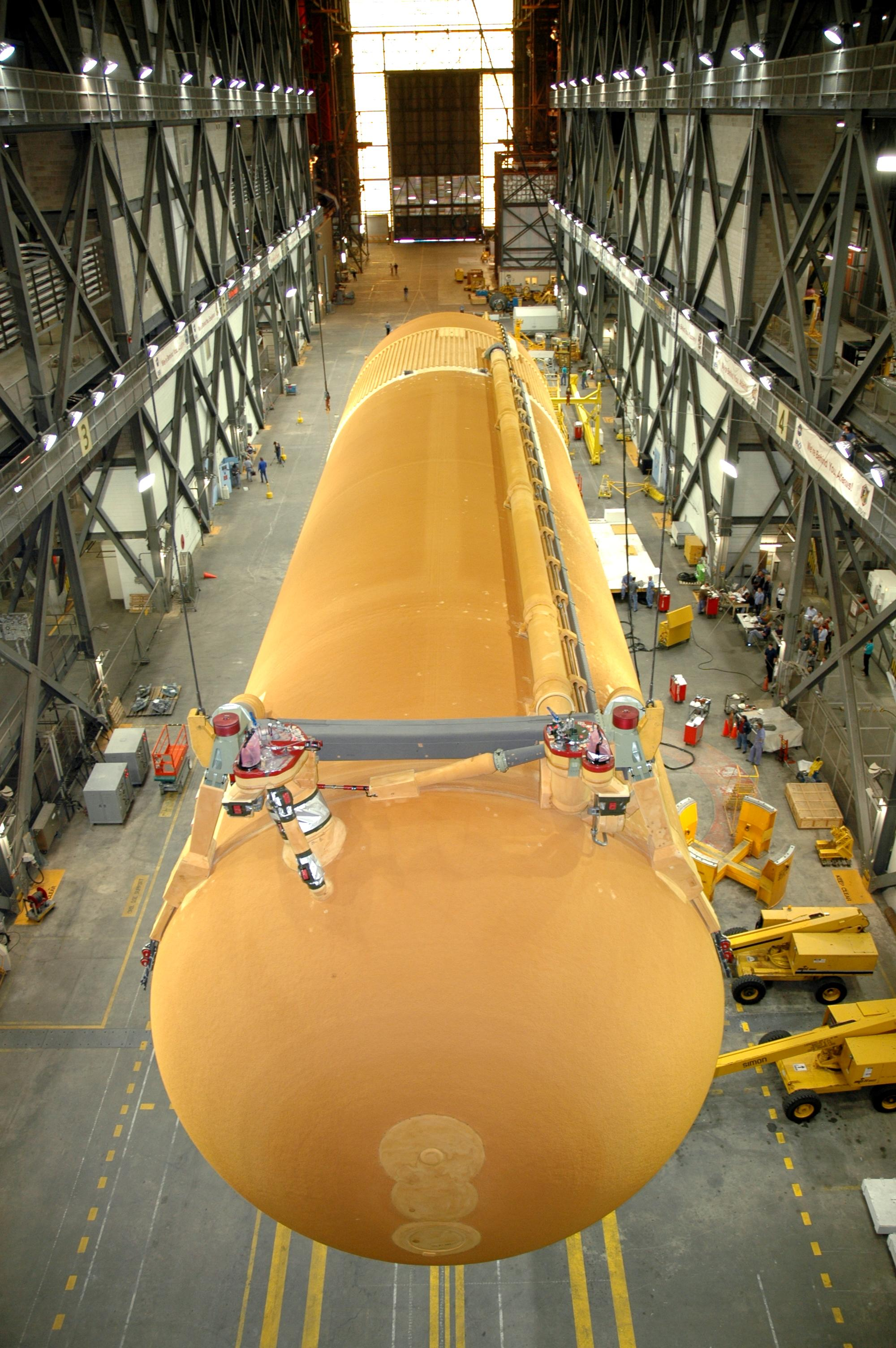
軌道船との接続部。左側に液体水素の供給管、右側に液体酸素の供給管が見える。

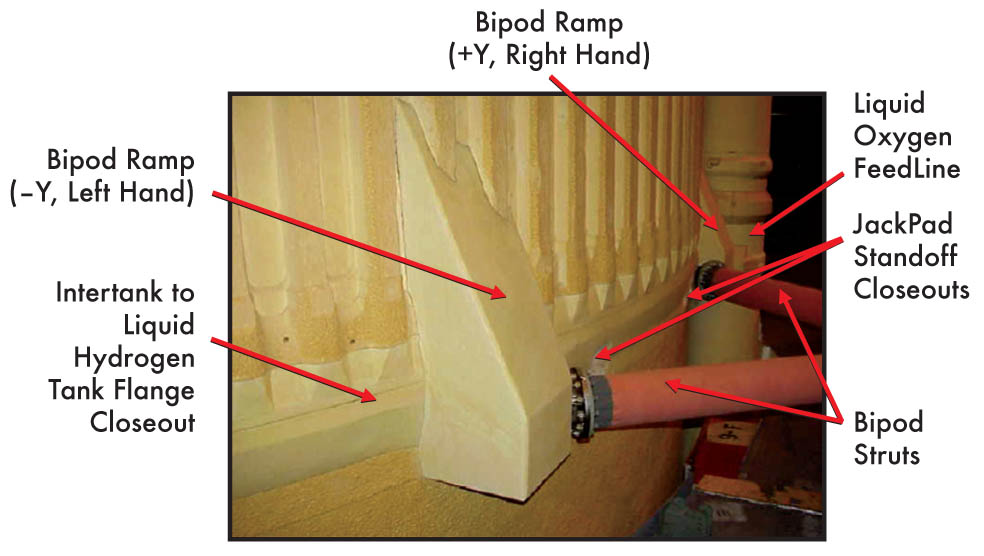
左側バイポッド・ランプの近接写真

ETの熱保護系統は、主に表面に塗装されたポリイソシアネート、ポリウレタンの発泡断熱材（オレンジ色に見えるのは、断熱材そのものの色である）、および成形された断熱材の断片や、加工された気化断熱材（アブレーター）によってできている。また空気中の水分が凝結して氷となって機体に貼りつくことを防ぐために、フェノール樹脂の断熱材も使用されている。液水タンクの断熱材には、むき出しになった金属部分が氷結したり、極低温の液水（沸点は-259.2℃）に外気の熱が伝わるのを防ぐことが要求されている。これに比して液酸は沸点が高い（-183℃）ので、アルミニウム製のタンクにはもっぱら空力加熱による熱を防ぐことが要求されている。また液酸タンクの後部表面の断熱材は、空気中の水分が水滴となってタンク間構造体にたまることも防いでいる。液酸タンクの円筒部と供給管は氷の凝着を予想してそれに十分耐えられるように設計されているが、軌道船は発射の際の衝撃で落下してくる氷の破片と衝突する危険性は免れ得ない。熱保護系統の重量は2,188kgである。
ETの熱保護系統の開発は、最初から問題続きであった。NASAは様々な種類の発泡断熱材を開発したが、シャトルのこれまでの全飛行を通じて上に述べた氷の破片の落下を完全に防ぐことはできなかった。
- STS-1（1981年）：軌道船がETと接続して飛行している間、飛行士が窓の外に白い物質が流れ落ちていくのを見たと報告した。大きさは4分の1インチ程であると見られた。着陸後の調査では、予想もしなかった部分の発泡断熱材が崩落し、300枚ほどの軌道船の耐熱タイルが種々の理由で完全に交換することを余儀なくされた。
- STS-4（1982年）：上昇の際、電線や圧力管の取りつけ箇所の後方に不安定な空気の流れが発生することを防止する「空気負荷防護突起（Protuberance Air Load ramp, PAL ramp）」の断熱材の一部がはがれ落ちて軌道船と衝突したため、40枚ほどの耐熱タイルを完全に交換した。
- STS-5（1982年）：前回に引き続き、相当数のタイルが破損した。
- STS-7（1983年）：50×30cmほどの大きさのバイポッド・ランプ[6]（Bipod ramp、右図参照）が脱落していることが写真で確認され、機体に数十箇所の小さな穴ができた。[7]
- STS-27（1988年）：原因不確定の大きな発泡断熱材の剥離が発生し、耐熱タイルの一枚が完全に脱落して無数の小さな穴ができた。
- STS-32（1990年）：バイポッド・ランプの脱落が写真で確認される。直径70cm以上の発泡断熱材の剥離が5箇所確認され、耐熱タイルも損傷を受けた。[8]
- STS-50（1992年）：バイポッド・ランプが脱落。耐熱タイルも20×10×1cmの損傷を受けた。[8]
- STS-52（1992年）：バイポッド・ランプの一部のジャックパッド(jackpad)と呼ばれる部品が脱落。290枚のタイルが損傷を受け、1インチ以上の穴が16箇所できた。
- STS-62（1994年）：バイポッド・ランプの一部が脱落。

1995年、環境保護庁 の大気浄化法第610条によりトリクロロフルオロメタン(trichlorofluoromethane, CFC-11)の使用が禁止されたため、発泡CFCの機械による散布塗装は広範な分野で行われなくなった。これに替わってクロロフルオロカーボン(Chlorofluorocarbon, CFC)がシャトル計画でも使用されるようになり、CFCの塗装は特定の部分にのみ手で行われるだけになった。その「特定の部分」の中には、問題のPALランプやバイポッド・ランプその他の部分が含まれる。特にバイポッド・ランプに使用される発泡断熱材については、1993年以来全く変わっていない。その他の部分に関しては、HCFC 141b（フルオロカーボン141b）を含む断熱材が1996年のSTS-79で前方ドームの部分に初めて使用された。HCFC 141b の塗装箇所は、1997年のSTS-86以降ETの広範な部分に拡大していった。
2003年1月16日、STS-107が発射された際、空気抵抗によりバイポッド・ランプ部分の断熱材がはがれ落ち、軌道船左側主翼前縁に時速数百マイルで衝突した。これによりカーボン/カーボン断熱材が破損し、大気圏再突入の際に高温のイオン化した空気が翼の構造の中に入り込み、機体を空中分解させたと考えられている（コロンビア号空中分解事故）。事故後の調査報告書は、断熱材を製作した企業はHCFC 141bではなく、旧来のCFC-11を使用していたと指摘した。
断熱材剥落の問題は、その後も完全に解決されることはなかった。2005年、STS-114の機体搭載カメラはPALランプの断熱材の一部がはがれ落ちるのを撮影した。この部分は手動で何層にも塗られており、最も問題が発生しやすい箇所なのであるが、この時は破片が機体と衝突することはなかった。
STS-114の報告書は、ディスカバリー号の「リターン・トゥ・フライト計画（Return to Flight mission。絶対に失敗が許されない、必ず帰還しなければならない計画の意）」では、発泡断熱材に関してはさらなる改良が求められることを示唆した。しかしながらこの時点ではすでに三つの飛行計画（STS-116、STS-115およびSTS-121）が進行中で、この程度の問題は「許容範囲内」であるとされた。その後STS-118の飛行では、供給管の支持枠部分からはがれ落ちた直径10cmほどの断熱材（あるいは氷）の破片が後部接続部分をかすめ、主翼下面を直撃して耐熱タイルが2枚破損したが、幸いにも大きな事故にはならなかった。

## ハードウェア
ETのハードウェアは、軌道船との接続部、燃料・電力の供給線、電子機器および自爆装置などからなり、総重量は4.1トンになる。
各燃料タンクは、上端に排気口と圧力開放弁を持っている。この二重構造のバルブは、地上での発射準備作業の間は遠隔操作によって開くことができ、また飛行中に液水タンクの空虚部分の圧力が38psig(262kPa)になるか、または液酸タンクの空虚部分の圧力が25psig(172kPa)になった場合は自動的に解放される。
液酸タンクは上端部に爆発ボルトによって開かれるバルブを持っていて、軌道船から分離する際はこのバルブを開いてタンク内の残留酸素ガスを噴射し、軌道船からスムーズに離れるための推進力を発生する。

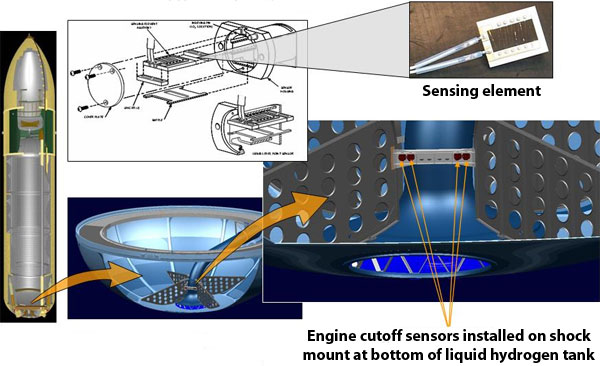
液体水素タンクのECOセンサーの配置図

各タンクには、残量計測用のセンサーがそれぞれ四つずつ配置されている。液水のセンサーはタンクの底部に設置されているのに対し、液酸のセンサーは軌道船への供給管の末端部（切り離しの際に切断される部分）に設置されている。メイン・エンジン(SSME)が稼働している間、軌道船の汎用コンピューター(General Purpose Computer, GPC)は常にその時々の機体全体の重量を算定していて、それによって燃料の供給量を決定している。通常、SSMEは機体が所定の速度に達すれば自動的に燃焼を終了するが、いずれかのタンクの残量がゼロになったと検知した場合も即座に停止される。
酸素タンクのセンサーをこの位置に設置したのは、液酸のエンジンへの供給量を最大限にし、またエンジン停止のための時間を十分に取って空洞現象が発生するのを防止するためである。また液水は500kgほど余分に搭載されており、酸素と水素の混合比は6 : 1以上になることが要求されている。これにより、燃焼が停止した瞬間のエンジン内部には水素が充満している状態になっている。もし酸素が充満していると、機器が浸食されて機体や搭乗員の生命を危機にさらすような事故が発生しかねないからである。
残量センサーの誤作動によって発射が遅れたことはこれまでにもしばしばあり、その中の代表例がSTS-122であった。2007年12月18日に行われた試験では、原因はセンサーそのものではなく電線の接続部分にあったことが解明された。
各タンク上部には、空虚部分の圧力を検知するための圧力センサーが四個設置されている。

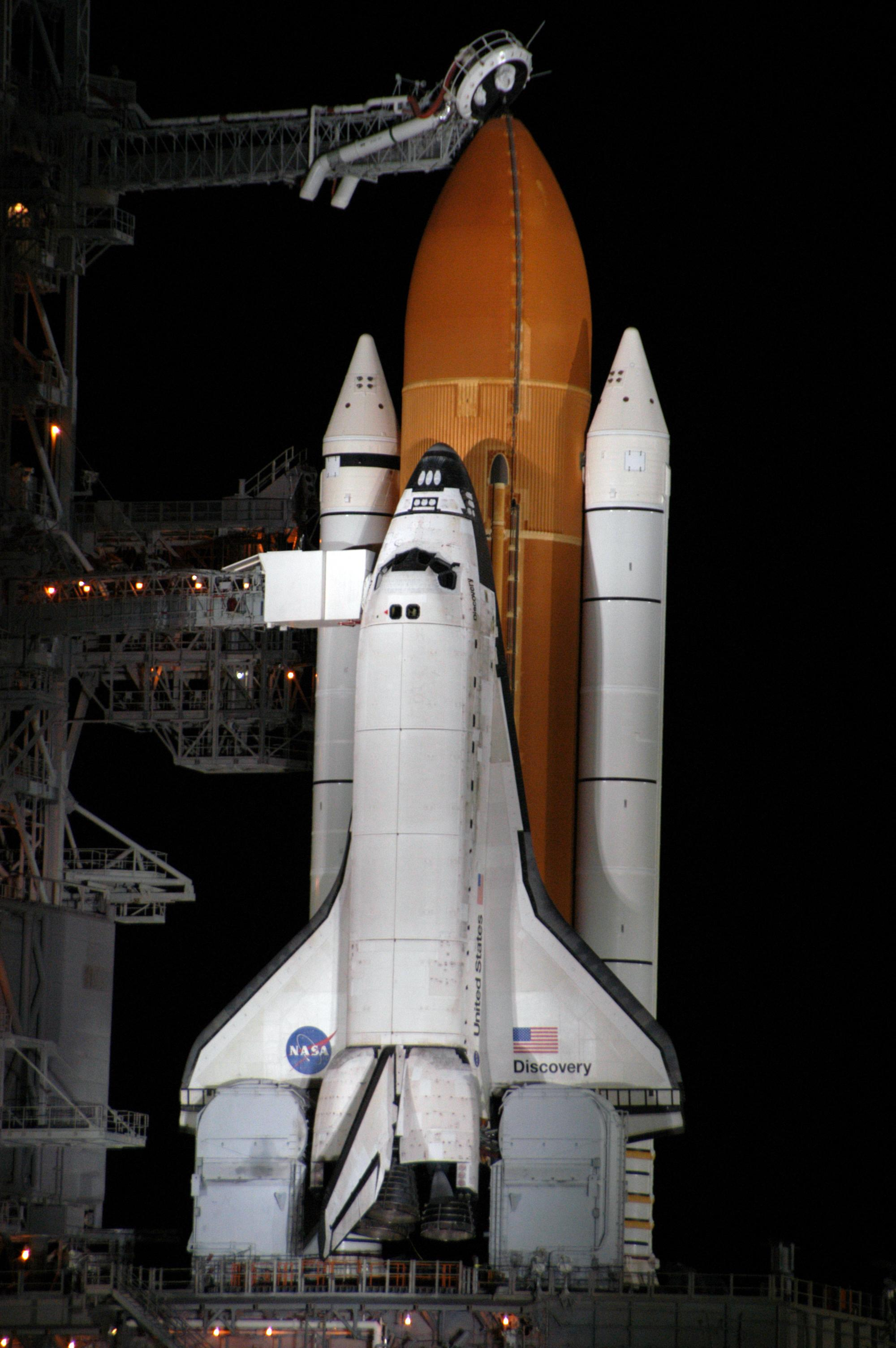
2006年12月、発射を待つディスカバリー号(STS-116)。軌道船の下には、電力や酸素・燃料を供給するテール・マスト（灰色の箱のような部分）が見える。外部燃料タンクの上には通気天蓋（vent hood, 別名『野球帽』とも言われる）が、整備塔から伸びている。液酸タンクの中で発生した酸素ガスは、この覆いを通じて機外に排出される。

燃料や電力の供給線はタンク下部のプレートの上に整列して配置されており、軌道船のものとぴったり合致するようになっている。両者のプレートは爆発ボルトでしっかりと固定されていて、GPCからの司令を受けると瞬時に切り離される。
ETと軌道船をつなぐ供給管には5個のバルブがあり、そのうちの2個は酸素用で残りの3個は水素用である。酸素用のうち1個はETからSSMEに液酸を送るためのもので、もう1個はSSMEでガス化した酸素の一部を送り返し、タンクを加圧するためのものである。同様に水素にも液体用とガス用の2個のバルブがあるが、残りの1個は地上での発射準備作業の際に水素を冷却するためだけに使用される。
ETには二本の電線があり、軌道船が発生した電力をET本体およびSRBに供給し、またETとSRBが発したデータを軌道船に送信する。
秒読み待機中には、ETの頂上には整備塔から伸びるアームに支えられたキャップがかぶせられる。タンク内で蒸発した酸素ガスが軌道船の機体にこびりつくと深刻な被害をもたらす可能性があるため、ガスはここから機外に排出される。キャップは発射の2分前に取り外される。
ETの前方接続部にはカメラがセットされていて、切り離された後も軌道船の中継器に動画データを送り続けることができるようになっている。

### 自爆装置
初期型のETには、緊急時に燃料を空中に飛散させるための自爆装置が設置されていた。自爆装置は電源、受信/復号機、アンテナおよび爆薬などによって構成されている。1996年9月16日に発射されたSTS-79以降、この装置は全く使用されることがなくなった。1998年12月4日のSTS-88で自爆装置は完全に取り除かれ、これによってSRBが切り離された後は上昇中に機体を破壊する方法がなくなった。

## 亜種
1984年には、液体水素タンクの後部に軌道船の貨物室の直径(4.6m)よりも大きな貨物搭載区画を設置する案も検討されたことがあったが、実現されることはなかった。
チャレンジャー号の事故が起こる以前、アメリカ西海岸の軍事基地を使ってシャトルを極軌道に乗せる案が出されたことがあったが、極軌道は発射の際に地球の自転の遠心力を利用することができないため、傾斜角の低い軌道に比べて貨物搭載量が少なくなるという問題があった。そのため、 タイタンII ロケットの第一段を利用して推力を増強させる提案も出されたが、構造的に無理があってどうしても液体水素タンクの底部を加熱させてしまうため、実現されることはなかった。

## 将来的な利用

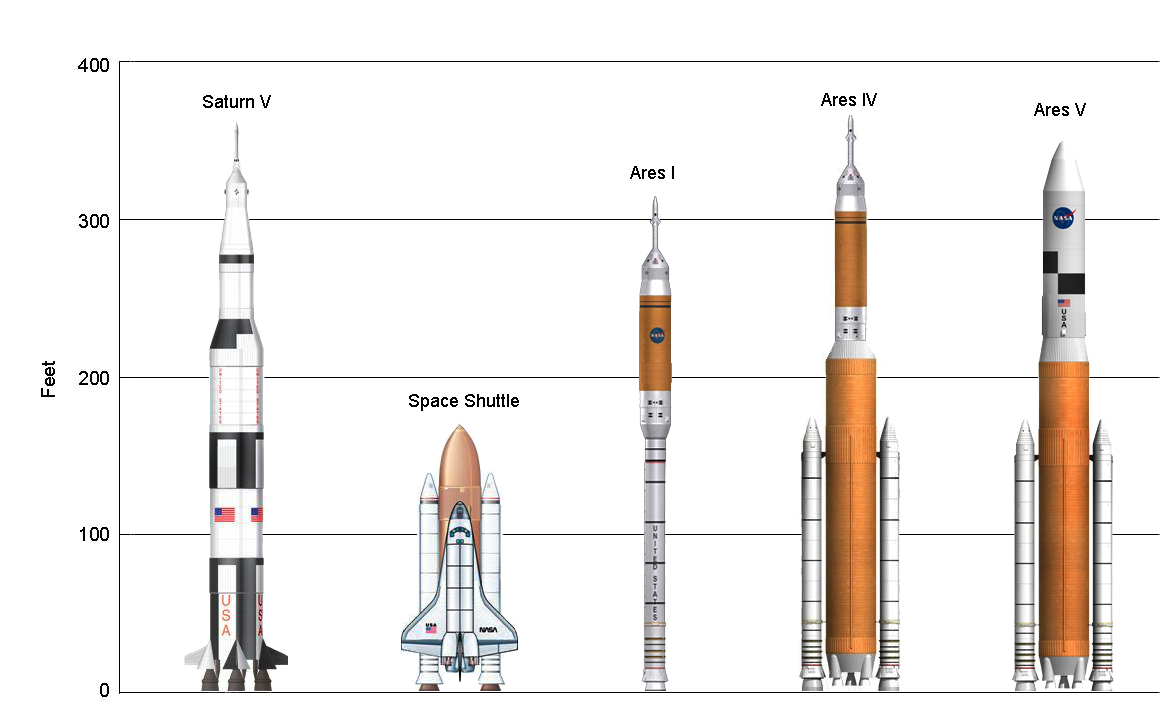
サターンV、スペースシャトル、アレスI、アレスIVおよびアレスVの比較図

2010年9月にスペースシャトルが退役することに伴い、NASAはアポロ宇宙船を元に設計したオリオン宇宙船と、シャトルから派生した有人ロケットアレスI と、重量運搬ロケットアレスVの開発を決定した。

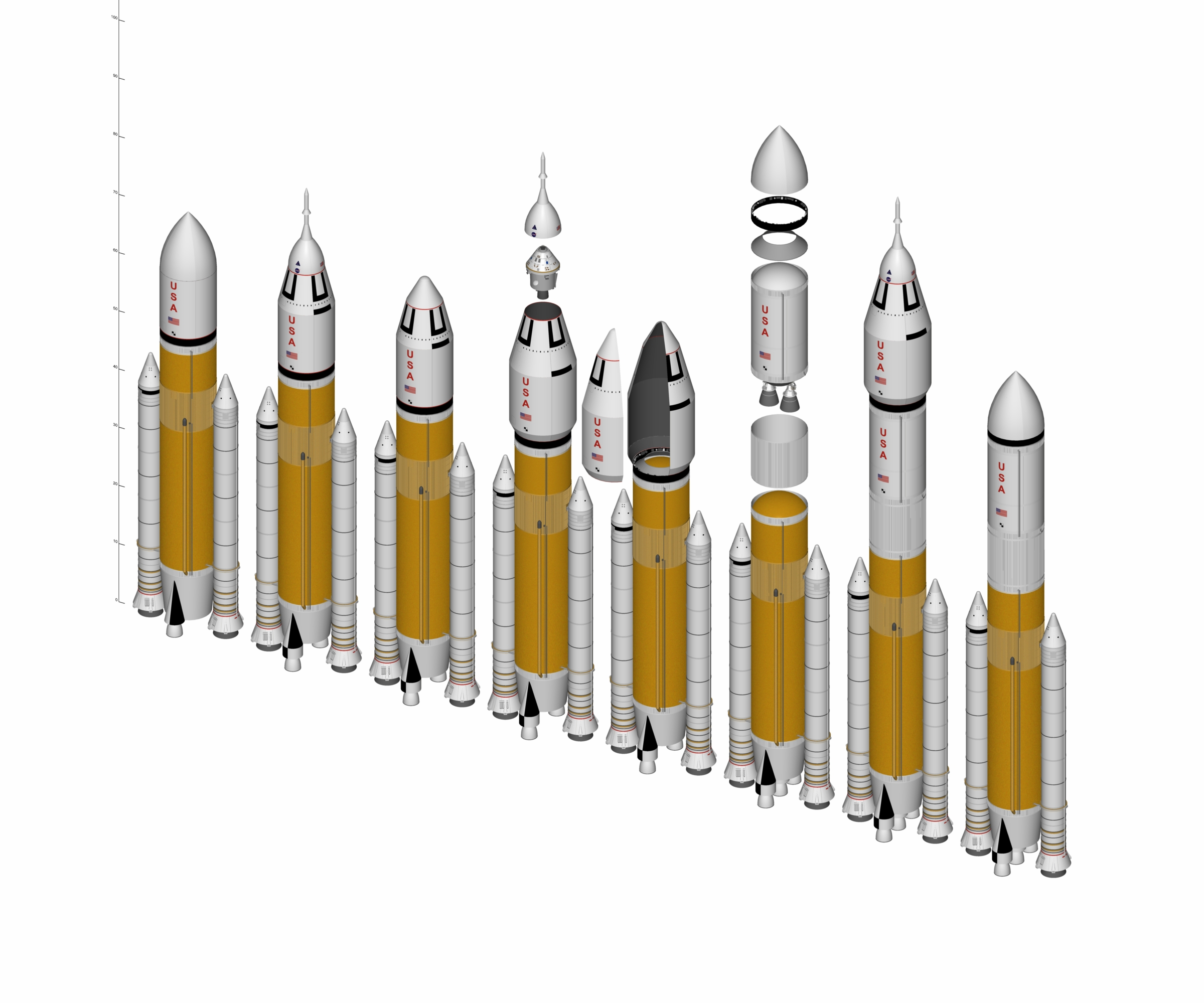
DIRECT計画で提案されている、スペースシャトルを土台にしたジュピター・ロケットの各種

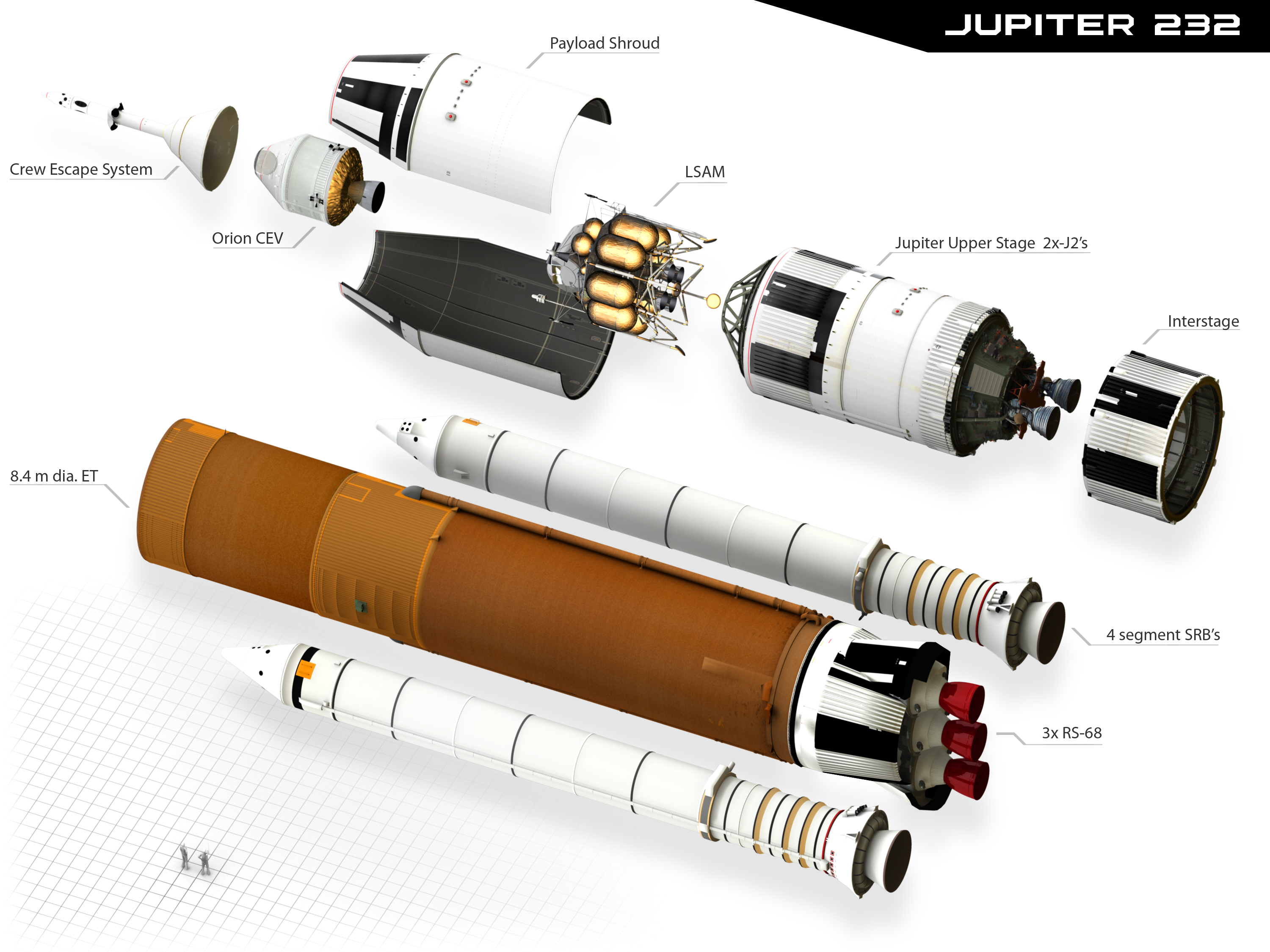
ジュピター232型ロケット案。多くの部分が、サターン・ロケットやスペースシャトルを土台にしていることが分かる。

アレスI とアレスVはどちらもシャトルのSRBを改良した5分割式の固体燃料補助ロケットを使用し、現行のETはアレスVの第一段およびアレスI の第二段ロケットの基本構造となる。ちなみにアレスI の第二段の液水の搭載量は98,000リットルだが、シャトルのETはその5倍以上の550,000リットルである。
アレスVの第一段ロケットは、デルタIVロケットにも使用された RS-68ロケットエンジンを5機搭載し、直径は サターン5型ロケットの第一段S-ICおよび第二段S-IIと同じ10mである。二つのタンクをタンク間構造体で分かつという基本構造はETと同じだが、シャトルと違って液酸と液水はタンクに直接注入される。またシャトルで使われた地上での作業中に頂点にかぶせられる排気用のキャップは、上段にロケットや宇宙船が配置されるために使われなくなる。
アレスI の第二段ロケットには、現行のETで使用されている表面塗装の発泡断熱材のみが使われる。当初NASAは、ETやアレスVの第一段と同じように液酸・液水タンクをタンク間構造体で分ける構造にする予定だったが、2006年に重量およびコスト削減のための大幅な設計の見直しをし、サターン5型ロケットのS-IIやS-IVBで用いられた一枚の隔壁で二つのタンクを仕切る方法を採択した。またアレスVのような燃料の注入・排出・排気装置が一体型となっているものと違い、アレスI はサターンVやサターンIBで用いられたような従来型の注入・排出・排気装置を使用する。
当初の計画では、アレスI の第二段およびアレスVの主エンジンには使い捨て型のSSMEを使用する予定だったが、研究開発費削減と、「2011年までにアレスとオリオン宇宙船を発射する」というNASA長官マイケル・グリフィン(Michael D. Griffin)の公約を達成するためにアレスVにはRS-68が、アレスI にはJ-2ロケットエンジンを改良したものが使用されることが決定された。RS-68の採用により、アレスVは必要な燃料の量が増大したため直径が8.72mから10.06mに拡大され、またアレスI は第二段にSSMEよりも推力の劣るJ-2Xを採用したので、第一段の固体燃料補助ロケットを五段式にして推力を増強することになった。構造がシンプルでありながらSSMEに劣らない推力を発揮するRS-68を採用したことで、経費のかかるアレスI 用SSMEの空中での点火試験も行わずに済むことになり（J-2とその改良型のJ-2Xは、大気中や真空中でも再点火することができた）、NASAはおよそ3,500万ドルの開発費を削減することができたとされる。
現在検討されているDIRECT計画では、シャトルを土台に設計したジュピター・ロケット案が提出されている。ジュピターはETと全く同じ直径の胴体の下に3機のSSMEを搭載し、シャトルの標準のSRBを補助ロケットに使用して飛行士を打ち上げる。同じ構想の中で、第一段にSSMEをもう1機追加し、上段に地球脱出段（Earth Departure Stage）を搭載した運搬用ロケットも計画されている。この方式にすれば160億ドルの予算を削減し、シャトル退役後のアメリカの有人宇宙飛行の空白期間を、現在の5年以上から2年以下にまで短縮できると言われている。